# Wah-Wah (película)
Wah-Wah es una película de comedia dramática de estrenada en el año 2005, escrita y dirigida por Richard E. Grant en su debut como director.
La película se basa libremente en su infancia en Suazilandia, como se describe en las memorias de Grant sobre la película, The Wah-Wah Diaries, está protagonizada por los actores Nicholas Hoult, Gabriel Byrne, Emily Watson, Miranda Richardson y Julie Walters.
Grabada y ambientada en Suazilandia, la película se proyectó por primera vez en el Cannes el 13 de mayo de 2005 y se estrenó en el Festival Internacional de Cine de Edimburgo el 17 de agosto de 2005.
Luego realizó una gira por varios festivales antes de recibir un lanzamiento limitado en los Estados Unidos el 5 de mayo de 2006, seguido de su lanzamiento definitivo en el Reino Unido el 2 de junio de 2006 

## Argumento
En este relato semiautobiográfico de su infancia en Suazilandia durante los últimos días del Imperio Británico en África en la década de 1960, Grant relata la historia de Ralph Compton, cuya desintegración familiar refleja el fin del dominio británico. 

## Reparto
- Nicholas Hoult es Ralph Compton
- Zac Fox es Ralph Compton (con 11 años)
- Gabriel Byrne es Harry Compton
- Emily Watson es Ruby Compton
- Julie Walters es Gwen Traherne
- Miranda Richardson es Lauren Compton
- Celia Imrie es Lady Riva Hardwick
- Julian Wadham es Charles Bingham
- Fenella Woolgar es June Broughton
- John Matshikiza es Dr. Zim Mzimba
- Sid Mitchell es Vernon
- John Carlisle es Sir Gifford Hardwick
- Mathokoza Sibiya es Dozen
- Sindisiswe Nxumalo es Regina
- Michael Richard es Tobias
- Caroline Smart es Taj
- Ian Roberts es John Traherne
- Olivia Grant es Monica

## Producción

### Desarrollo
Grant inicialmente escribió la película basándose libremente en sus propias experiencias de la infancia después de que un guionista le recomendara escribir un guion después de leer sus memorias sobre sus experiencias con Withnail and I (1987). El primer encuentro con un productor tuvo lugar en 1999 y desde entonces la película tardó casi siete años en completarse. 
Después de que el productor original dejó el proyecto debido a un cambio de carrera, Marie-Castille Mention-Schaar se acercó a Grant para producir el proyecto, una decisión de la que luego se arrepintió. 

### Casting
Grant inicialmente tuvo problemas para conseguir actores; Rachel Weisz, Toni Collette, Meg Ryan, Emmanuelle Béart, Ralph Fiennes y Jeremy Irons rechazaron papeles. Julie Walters fue finalmente la primera actriz en firmar. 
Grant pretendía que el papel de Ralph fuera interpretado por dos actores, pero la directora de casting, Celestia Fox, insistió en que fuera un actor. Durante las sesiones de casting, Grant notó la similitud entre Zac Fox y Nicholas Hoult y convenció a Celestia Fox para que los eligiera. 
El papel del padre estaba destinado a ser más joven, pero como todos los actores de ese rango de edad rechazaron el papel, se eligió a un actor mayor (Gabriel Byrne).  

### Rodaje
La película fue la primera que se rodó en Suazilandia. El rodaje comenzó en julio de 2004 y se prolongó durante siete semanas y la postproducción se llevó a cabo en Inglaterra y Francia.

## Estreno
Wah-Wah se estrenó en el Festival Internacional de Cine de Edimburgo y recibió una proyección especial en el Festival Internacional de Cine de Toronto en septiembre de 2005.
Grant también llevó un diario de sus experiencias con la película, que luego se publicó como libro (The Wah- Wah Diaries), que fue recibido positivamente por los críticos, muchos de los cuales quedaron impresionados por la honestidad de la historia, especialmente en lo que respecta a su relación conflictiva con el productor "inexperto".
Grant mencionó en entrevistas posteriores que Marie-Castille Mention-Schaar era una "fanática del control fuera de control" y que "nunca volvería a verla mientras viva".
En una entrevista de la BBC , volvió a mencionar su relación "desastrosa" con Mention-Schaar, relatando que recibió sólo cinco correos electrónicos de ella en los últimos dos meses de preproducción, que ella rara vez aparecía en el programa. set, y que no obtuvo autorización ni para los derechos de la canción ni para filmar en Suazilandia (sin el conocimiento de Grant, quien finalmente se vio obligado a reunirse con el Rey de Suazilandia para pedir clemencia).

## Recepción de la crítica
- BBC Movies dijo que estaba "magníficamente interpretada y filmada con fluidez", pero lamentó que el tema fuera poco interesante.[8]
- David Hughes de la revista Empire dijo que la película era "un relato espontáneo, atractivo y sorprendentemente incisivo de la desintegración del dominio británico en África".[9]
- Time Out señaló que "Gabriel Byrne ofrece una gran actuación como el problemático padre de Ralph, Harry, y Miranda Richardson y Emily Watson son agradables como la esposa de Harry y su amante estadounidense".[9]
- Variety dijo que "sobre todo, la película tiene un maravilloso sentido de conjunto en la representación de su comunidad endogámica, y el enfoque se mantiene firme en las personas más que en los eventos políticos".[9]
- Los Angeles Times dijo que "Grant abre su vida, no con vergüenza o explicación, sino con humanidad y gratitud. Emocional, melodramática y sentimental, la película descaradamente muestra su corazón en la manga, y es lo mejor para ello."[9]
- Roger Ebert fue menos elogioso y señaló que "admiraba la película y estaba feliz de verla, pero puedo pensar en otras dos películas sobre blancos en África que hacen un mejor trabajo al ver sus papeles".[10]

A junio de 2020 , la película tiene un índice de aprobación del 54% en Rotten Tomatoes , basado en 69 reseñas con una calificación promedio de 5,91/10. El consenso de los críticos del sitio web dice: "El elenco es fuerte, pero se ven dominados por el guiso confuso del melodrama".

## enlaces externos
- Wah Wah  – official site
- Wah-Wah en Internet Movie Database (en inglés).
- Richard E. Grant about Wah-Wah interview on ABC's Enough Rope

- Datos: Q7959687